# The Answer Is Always Yes
The Answer Is Always Yes es el tercer álbum de estudio de la cantautora australiana Alex Lahey. Fue publicado el 19 de mayo de 2023 a través de Liberation Records. Es el primer álbum de Lahey que presenta compositores y coproductores externos, lo que marca una desviación estilística de sus dos primeros álbumes.

## Producción
La revista Billboard encontró que el álbum tiene una perspectiva optimista de la vida a pesar de que su lirismo se centra en algunos temas incómodos, con la escritora Taylor Mims escribiendo “su positividad se abre paso con riffs de guitarra difusos, melodías pop divertidas, pistas angustiosas de post-punk y su siempre presente sentido del humor”. The Answer Is Always Yes es el primer álbum de Alex Lahey que presenta colaboradores externos, a quienes la artista originalmente se mostró reacia a presentar, pero después de reflexionar: “Pude dejar que hicieran su mejor trabajo... y es por eso que funcionó”.

## Recepción de la crítica
Escribiendo para Beat Magazine, Bryget Chrisfield dijo que The Answer Is Always Yes fue una experiencia “efervescente e infinitamente identificable”. John Amen de The Line of Best Fit concluyó que el álbum tenía una “paleta más ligera” con “sonidos relativamente tenues, mezclas menos estridentes” en comparación con sus dos primeros álbumes. Concluyó que “sus melodías se están inscribiendo constantemente y sus letras [...] son acertadamente accesibles”.

## Lista de canciones
| Lista de canciones de The Answer Is Always Yes |                                    |                                       |                    |          |  |
| N.º                                            | Título                             | Escritor(es)                          | Productor(es)      | Duración |  |
| 1.                                             | «Good Time»                        | Alex Lahey, Jacknife Lee              | Lee                | 3:11     |  |
| 2.                                             | «Congratulations»                  | Lahey, Bradley Hale                   | Lahey, John Castle | 2:50     |  |
| 3.                                             | «You'll Never Get Your Money Back» | Lahey, Jenny Owen Youngs, Jess Abbott | Lahey, Castle      | 3:07     |  |
| 4.                                             | «The Sky Is Melting»               | Lahey, Ali Barter, Oscar Dawson       | Lahey, Dawson      | 4:06     |  |
| 5.                                             | «On the Way Down»                  | Lahey, Dawson                         | Lahey, Dawson      | 3:35     |  |
| 6.                                             | «Makes Me Sick»                    | Lahey, Sean Kennedy                   | Lahey, Dawson      | 4:04     |  |
| 7.                                             | «Shit Talkin'»                     | Lahey, John Mark Nelson               | Lahey, Castle      | 3:19     |  |
| 8.                                             | «Permanent»                        | Lahey, Suzy Shinn                     | Lahey, Castle      | 3:33     |  |
| 9.                                             | «They Wouldn't Let Me In»          | Lahey, Chris Collins                  | Lahey, Collins     | 2:43     |  |
| 10.                                            | «The Answer Is Always Yes»         | Lahey, Jonny Shorr                    | Lahey, Dawson      | 4:25     |  |

## Posicionamiento
| Gráfica (2023)          | Pico de posición |
| ----------------------- | ---------------- |
| Australia (ARIA Charts) | 55               |